# Koncertna agencija
Koncertna agencija je pravno lice čija je glavna, ili jedina delatnost, organizovanje koncerata i sličnih manifestacija. Koncertne agencije deo su muzičkih industrija i blisko su povezene sa različitim organizacionim delatnostima kao što su: produkacija događaja, prodaja karata; ali i akterima kao šti su: menadžeri, menadžeri zvezda, menadžeri turneja, buking (booking) agencije...
U našoj sredini, među prvim takvim agencijama bio je Jugokoncert, koja je s radom počela 1946. godine, da bi 1976. godine bila upisana u sudski registar Okružnog privrednog suda u Beogradu, te je osnivač bio grad Beograd.  Uloga Jugokoncerta je bila višestruka. Ova agencija je bila osnivač, koosnivač i producent brojnih muzičkih i scenskih festivala na prostoru čitave bivše Jugoslavije. Jugokoncert je čak i naručivao kompozicije od domaćih kompozitora za različite potrebe. Jugokoncert prestao je s radom 2014. godine. Deo obaveza, organizaciju domaćih festivala u oblasti klasične muzike, delimično je preuzeo Cebef, koji deluje kao ustanova kulture za grad Beograd. 
Uz agencije za organizaciju i produkciju manifestacija iz oblasti klasične muzike, u našoj sredini aktivne su i agencije koje se bave organizacijom i produkcijom koncerata u oblasti popularne muzike među kojima su: Bad Music for Bad People, Charm Music, Long Play, Odličan hrčak, Glitch Records i dr.    

## Aktivnosti
- Bukiranje izvođača.
- Bukiranje prostora gde će se održati nastup.
- Organizovanje nabavke i transporta potrebne scenske i binske opreme.
- Kooridinisanje prodaje ulaznica za manifestaciju.
- Formiranje budžeta.
- Angažovanje dodatnih lica za potrebe realizacije manifestacije.
- Organizovanje promotivnih kampanja.

Prema klasifikaciji delatnosti Agencije za privredne registre, koncertne agencije spadaju u Sektor R – Umentost, zabava i rekreacija. „Obuhvata delatnosti kojima se zadovoljavaju različite kulturne, zabavne ili rekreativne potrebe i interesovanja, uključujući izvođenje muzičkih i scenskih dela, rad muzeja, galerija i zbirki, zaštitu kulturnih dobara, održavanje igara na sreću, sportske i rekreativne aktivnosti.“ 
Šifre delatnosti koje ukazuju na rad organizacija koje bi u svojoj delatnosti mogle da obavljaju i posao koncertne agencije:

#### 90 Stvaralačke, umetničke i zabavne delatnosti
Obuhvata aktivnosti kojima se zadovoljavaju kulturne potrebe korisnika i obezbeđuje zabava u za to namenjenim objektima. Obuhvaćene su proizvodnja, promocija i izvođenje predstava, održavanje umetničkih i zabavnih programa i priređivanje izložbi namenjenih publici; obezbeđivanje umetničkih, kreativnih i tehničkih mogućnosti za stvaranje umetničkih dela i izvođenje predstava.

#### 90.0 Stvaralačke umetničke i zabavne delatnosti
Obuhvata aktivnosti u oblasti kreativnih i izvođačkih umetnosti i srodne aktivnosti.

#### 90.01 Izvođačka umetnost
Obuhvata:
- postavljanje pozorišnih i operskih i plesnih programa/predstava, pripremu izvođenja muzičkih programa (koncerata), kao i druge vrste scenskog izvođenja:
- aktivnosti pozorišnih trupa, družina, orkestara ili muzičkih grupa i cirkusa
- aktivnosti samostalnih umetnika kao što su glumci, plesači, muzičari i voditelji

#### 90.02 Druge muzičke delatnosti u okviru izvođačke umetnosti
Obuhvata:
- pomoćne aktivnosti u okviru izvođačke umetnosti, pozorišnih plesnih predstava, koncerata i operskih predstava i drugih vrsta scenskog izvođenja:
- aktivnosti reditelja, producenata, scenografa i scenskih radnika, majstora svetla
- aktivnosti producenata ili organizatora umetničkih događaja, sa scenskom opremom ili bez nje

#### 90.04 Rad umetničkih ustanova
Obuhvata:
- delatnost koncertnih i pozorišnih dvorana i drugih umetničkih ustanova
- delatnost učeničkih i studentskih kulturnih centara